# Stadium-Armory
Stadium-Armory è una stazione della metropolitana di Washington, situata sul tratto comune delle linee blu, arancione e argento; provenendo da Washington, è l'ultima stazione prima che la linea arancione si divida dalle altre due.. Si trova nel quartiere di Kingman Park, e serve il Robert F. Kennedy Memorial Stadium e la D.C. Armory.
È stata inaugurata il 1º luglio 1977, contestualmente all'apertura della linea blu.
La stazione è servita da autobus del sistema Metrobus (anch'esso gestito dalla WMATA).